# Алзира (опера)
Алзира (Alzira), опера, tragedia lirica у два чина са прологом Ђузепеа Вердија

## Либрето
Салваторе Камарано (Salvatore Cammarano) према Волтеровој (Voltaire) трагедији Алзира, или Американци (Alzire, ou Les Américains).

## Праизведба
12. август 1845, Напуљ у Teatro San Carlo.

## Ликови и улоге
Алваро (Alvaro), гувернер Перуа - бас

Гусмано (Gusmano), његов син и наследник - баритон

Овандо (Ovando), шпаснки официр - тенор

Заморо (Zamoro), поглавица перуанског племена - тенор

Аталиба (Ataliba), поглавица перуанског племена - бас

Алзира (Alzira), Аталибина ћерка  - сопран

Зума (Zuma), њена сестра - мецосопран

Отумбо (Otumbo), ратник Инка - тенор
Шпански официри и војска, Инке, слушкиње гувернера (хор)

## Место и време
Перу средином XVI века.

### Пролог
Широка равница око реке Рима. Перуанци, које су покорили Шпанци, су ухватили шпанског гувернера Алвара и спремају се да га убију. Њихов поглавица Заморо, за којег су мислили да је мртав, враћа се свом племену и ослобађа старог Алвара.

### I чин
- Сцена I

Трг у Лими. Шпански војници крећу у поход на нове територије. Алваро објављује своју оставку у име свог сина Гусмана. Гусманов први поступак као гуернера је ослобађање Аталиба, поглавице Инка, који се предао краљу Шпаније. Гусмано је заљубљен у Аталибину ћерку Алзиру, али она воли Замора.
- Сцена II

Алзирина соба у гувернеровој палати. Аталиба покушава да је убеди у политичку потребу њеног венчања са Гусманом, али Алзира то одбија. Неопознати Инка, у ствари Заморо, улази у палату и Алзирине одаје. Љубавници се куну на вечну оданост, али их узненађује Гусмано, који осуђује ривала на смрт, тако прекршивши споразум Шпанаца и Перуанаца. Његов отац Алваро, чији је живот Заморо спасао, моли за милост, али је Гусмано непоколебљив. Тек побуна Инка ка тера да ослободи Замора. Шпанци и Перуанци се заклињу на ће се срести у бици и борити на смрт.

### II чин
- Сцена I

Унутар тврђаве у Лими. Шпански војници славе победу над Инкама, а Заморо и Алзира су поново у Гусмановим рукама. Заморо је осуђен на смрт. Да спаси живот свог љубавника, Алзира је спремна да се уда за Гусмана.
- Сцена II

Камена пећина. Инка ратник Отумба доноси вести о ослобађању Тамора, али када поглавица сазна за цену која је плаћена за то заклиње се да ће зауставити венчање.
- Сцена III

Дворана у гувернеровој палати. На путу према олтару са Алзиром, Гусмана напада и рањава човек у шпанској униформи. То је Заморо. Умирући Гусмано признаје своју кривицу, опрашта убиство и уједињује Алзиру и Замора.

## Познате музичке нумере
- Da Gusman, su fragil barca (Алзирина арија из I чина)
- Miserandi avanzi (Заморова арија из II чина)